# Карденас (Ла-Ріоха)
Карденас (ісп. Cárdenas) — муніципалітет в Іспанії, у складі автономної спільноти Ла-Ріоха. Населення — 182 осіб (2009).
Муніципалітет розташований на відстані близько 230 км на північ від Мадрида, 29 км на захід від Логроньйо.

## Демографія
Динаміка населення (INE ):

## Галерея зображень

Розташування муніципалітету